# Sid Ali Khaldi
Sid Ali Khaldi, né 16 mars 1983 à Alger, est un avocat et homme politique algérien. 
Il est ministre de la Jeunesse et des Sports du 4 janvier 2020, au 7 juillet 2021.

## Biographie

### Carrière politique
Le 4 janvier 2020, Abdelmadjid Tebboune, président algérien, le nomme au poste de ministre de la Jeunesse et des Sports. Il remplace Raouf Salim Bernaoui.
Il est rapidement confronté à la crise sanitaire conséquence de la pandémie de Covid-19. Dans ce nouveau contexte, il décide de faire jouer l’ensemble des rencontres de Ligue 1 et Ligue 2 de football à huis clos jusqu'au 31 mars. En avril 2020, il décide également le report de la 19e édition des Jeux méditerranéens, initialement prévus en 2021, à l'année 2022,.
En octobre 2020, à l'occasion de la campagne pour le référendum constitutionnel, il provoque une controverse en demandant aux Algériens qui s'opposent à ce vote de quitter le pays. S'estimant mal compris, il présente néanmoins des excuses le lendemain.

## Vie privée
Sid Ali Khaldi est marié et père de deux enfants.